# Gilgul
Gilgul neszamot (hebr. גלגול נשמות) – żydowska doktryna metempsychozy, wywodząca się prawdopodobnie z doktryn greckich i gnostyckich.

## Historia i opis
W mistyce żydowskiej obecna od XIII w., za sprawą Sefer ha-Bahir. We wczesnej kabale uważano, że gilgul może trwać nawet tysiąc pokoleń, Zohar podaje natomiast, że jedynie trzy. Opiera się przy tym na wykładni wersetu z Księgi Hioba (33:29). Wedle doktryny gilgul każda dusza z natury pragnie uzyskać doskonałość i złączyć się z Bogiem, jeśli jednak nie uda się jej to za życia, otrzymuje kolejną szansę w innym ciele. Grzesznicy, którzy za życia nie odpokutowali za swą niegodziwość, w kolejnym ciele kontynuują swe oczyszczanie przez spadające na nich kary. Z kolei dusze ludzi sprawiedliwych mogą powracać celem niesienia pomocy. Kolejne wcielenie mogą służyć również wykonaniu szczególnych, rozciągniętych na wiele pokoleń zadań. Koncepcję rozwinął Chaim Vital w dziele Sefer ha Gilgulim. Dla niego wędrówka dusz była kosmicznym prawem. Widział w niej również metaforę żydowskiego losu – wygnania. Poszczególne dusze były dla niego tylko częściami pierwotnej duszy Adama. Wędrówkę dusz może zakończyć tylko duchowa naprawa lub Mesjasz. Sam człowiek jednak, w swej skłonności do grzechu wciąż pogarsza swój los.